# Nhemesis
Nhemesis es un grupo de rap español procedente de Alicante. Formado por Sker (MC), Mase (MC), y Dj Alca

## Biografía
Durante sus primeros años,  Sker y Mase, dan a conocer su música en sus respectivas maquetas La Cobra (2007) y El Crimen (2006). Sker venía colaborando con artistas como Micrófonos Enfermos, Jaben y Josen, mientras Mase se juntaba con Audiogenic, e incluso, con el famoso Busta Rhymes estadounidense. Los dos MCs se juntan en el disco "El Crimen" de Mase, en la canción "Mantenlo Real" y de ahí no se separaron más. Juntos realizan alrededor de 70 conciertos.
En 2007 deciden poner en pie su proyecto y editan el maxi "No Hay Vuelta Atrás", con un sonido increíble y con colaboraciones de Fanny de Elche, Yuyuhate de Alicante, Nikoh E.S y NZ Style and Bls. Este maxi se compone de 4 temas inéditos colgados en myspace y otras webs para su descarga con el fin de que todo el mundo tenga la opción a escucharlo gratuitamente. Después de un año de trabajo, Nhemesis nos traen su CD autoeditado “ESPECIALISTAS” como grupo, que consta de 19 temas, contando con las voces de Sker y Mase Custom con Dj Alca en los platos, grabado en La Trena Studios y mezclado y masterizado en Harri Sound Studios de Alicante por Blas Caballero, y contando además, con producciones dulces de la mano de Bls, NZ Style, Nerko, Nikoh E.S, Dash (Asesynatos), y con colaboraciones de Madnass y Lom-C de Arma Blanca, Demo, Noult, Cres, Bha, Jal, Micrófonos Enfermos, Puto Largo de Dogma Crew, LaOdysea, Valdés, Tron Dosh, Yoque, Tagmaster, Rosario Ortega, Fanny Ldb y Gato de Alicante.

## Discografía
- No Hay Vuelta Atrás (Maxi) (2007)
- Especialistas (EP) (2009)